# John Adams
John Adams Jr. (19 tháng 10 năm 1735 - 4 tháng 7 năm 1826) là một chính khách Hoa Kỳ, luật sư, nhà ngoại giao, nhà văn, một trong những nhà lập quốc và là người đã giữ chức Tổng thống thứ hai của Hoa Kỳ từ 1797 tới 1801. Trước nhiệm kì tổng thống của ông, ông là một nhà lãnh đạo của Cách mạng Hoa Kỳ mà đã đạt được sự độc lập từ Vương quốc Anh và đã phục vụ như phó Tổng thống đầu tiên của Hoa Kỳ. Adams là một người viết nhật ký tận tụy và thường xuyên trao đổi với nhiều nhân vật trong buổi đầu lịch sử Hoa Kỳ, bao gồm vợ ông và cố vấn, Abigail Adams. Những bức thư của ông và giấy tờ khác dùng như một nguồn quan trọng của thông tin về thời đại.
Là một luật sư và một nhà hoạt động chính trị tiền cách mạng, Adams đã hiến dâng cho quyền tư vấn pháp luật và suy đoán vô tội. Ông đã bất chấp tình cảm chống đối Anh và bảo vệ thành công những người lính chống lại sự kết tội giết người từ vụ thảm sát Boston. Adams là một đại biểu bang Massachusetts tới đại hội lục địa và trở thành lãnh đạo chính của cuộc cách mạng. Ông đã có mặt trong bản phác thảo Tuyên ngôn độc lập năm 1776 và là người ủng hộ nó hàng đầu trong Quốc hội. Như một nhà ngoại giao trong châu Âu, ông đã giúp đỡ hội nghị Hiệp ước hòa bình với Vương quốc Anh và đảm bảo các khoản vay quan trọng của chính phủ. Adams là tác giả chính của Hiến pháp Massachusetts năm 1780, cái đã ảnh hưởng lên Hiến pháp riêng của Hoa Kỳ như ông đã nói trong cuốn sách của ông tên là Bàn về Chính phủ.
Adams đã được bầu vào hai nhiệm kì với tư cách phó tổng thống dưới thời tổng thống George Washington và đã được bầu với tư cách tổng thống thứ hai của Hoa Kỳ vào năm 1796. Trong suốt nhiệm kì duy nhất của ông, Adams đã đụng độ với sự chỉ trích dữ dội Đảng Cộng hòa Jeffersonian và từ một số người trong đảng Federalist của riêng mình, được dẫn dắt bởi đối thủ Alexander Hamilton. Adams đã kí kết đạo luật gây tranh cãi The Ailen and Sedition Acts đối với những người nhập cư và xây dựng quân đội và hải quân trong cuộc chiến tranh không được công bố Cuộc chiến Quasi với Pháp. Thành tựu chính của ông trong nhiệm kì là một sự quyết định hòa bình của cuộc xung đột trước sự giận dữ của công chúng và sự phản đối của Hamilton. Trong nhiệm kì của mình ông trở thành tổng thống đầu tiên đến cư trú trong biệt thự điều hành bây giờ được gọi là Nhà Trắng.
Trong nỗ lực tái tranh cử, sự chống đối từ những người Liên bang và những người buộc tội từ Đảng Cộng hóa dẫn tới thất bại của Adams đối với người bạn cũ của ông Thomas Jefferson, và ông đã nghỉ hưu ở Massachusetts. Ông cuối cùng đã bắt đầu lại tình bạn với Jefferson bằng cách khởi đầu một giao thiệp mà đã kéo dài mười bốn năm. Ông và vợ sinh ra một gia đình của nhũng chính trị gia, nhà ngoại giao và những nhà sử học bây giờ được gọi là gia đình chính trị Adams, mà bao gồm con trai của họ John Quincy Adams, tổng thống thứ sáu của Hoa Kỳ. John Adams chết ngày 4 tháng 7 năm 1826-dịp kỉ niệm lần thứ năm mươi của việc thông qua Tuyên ngôn độc lập Hoa Kỳ- vài giờ sau cái chết của Jefferson. Những khảo sát của các nhà sử học và học giả đã ưu tiên xếp hạng chính quyền của ông.

## Cuộc sống thời trẻ và giáo dục

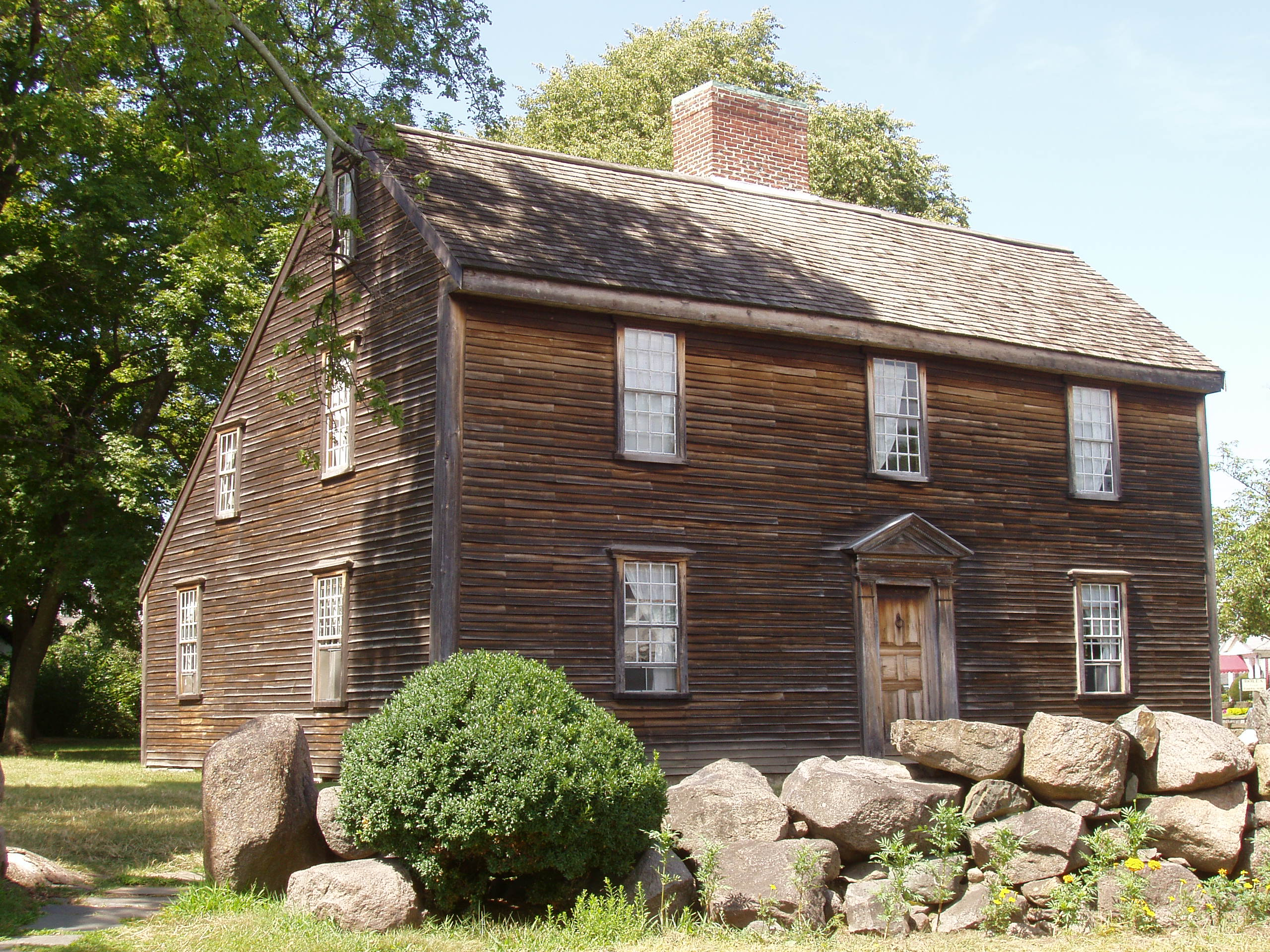
Nơi sinh của John Adams ở Quincy, Massachusetts

### Thời thơ ấu
John Adams sinh ngày 19 tháng 10 năm 1735, cha là John Adams Sr. và mẹ là Susanna Boylston. Ông có hai người em trai, Peter và Elihu. Adams được sinh trong một gia đình nông dân trong Braintree, Massachusetts. Mẹ ông xuất thân từ một gia đình y khoa hàng đầu hiện nay tại Massachusetts. Cha ông là một trợ tế trong nhà thờ Congegational, một nông dân, một thợ giày, và một người dân quân địa phương. John Sr. đã phục vụ như một thành viên hội đồng địa phương và giám sát việc xây dựng những ngôi trường và con đường. Adams thường ca ngợi cha ông và đã hồi tưởng quan hệ gần gũi của họ. Ông cố nội, Henry Adams nhập cư tới Massachusetts từ Braintree, Essex, Anh khoảng năm 1638.
Mặc dầu lớn lên trong môi trường khiêm tốn xung quanh, Adams đã cảm thấy bị áp lực để sống đúng theo giáo hội của ông. Gia đình ông theo Thanh giáo, một nhánh của Thiên chúa giáo, gia đình đã ảnh hưởng sâu sắc lên văn hóa, luật pháp, truyền thống của khu vực. Vào thời của John Adams, các nguyên lý của Thanh giáo như định mệnh đã suy giảm và nhiều thực hành nghiêm khắc đã nhẹ bớt, nhưng Adams vẫn xem họ là những người mang đến tự do, một nguyên nhân mà vẫn có một sự khẩn nài thánh thần. Adams đã hồi tưởng rằng cha ông  đã giữ tất cả những thành phần của sự tự do tư tưởng trong...sự khinh bỉ và tự hàovà kể chi tiết  những hình ảnh của nhục nhã hoặc đê tiện và của phá hoại kết quả từ sự suy đồi. Adams sau đó viết rằng  Khi tôi còn nhỏ, tôi có thể đã tận hưởng những phước lành lớn nhất mà có thể được ban cho con người- đó là người mẹ lo lắng và có khả năng hình thành tính cách của con mình.
Adams, như một người con cả, đã hoàn thành để đạt được một nền giáo dục cơ bản. Điều đó đã bắt đầu tại 6 tuổi tại một truòng tiểu học cho bé trai và bé gái, được tiến hành tại nhà của một giáo viên. Gần sau đó, Adams gia nhập trường Braintree Latin nơi nghiên cứu bao gồm Latin, tu từ học, logic, số học. Sự học đầu đời của Adams bao gồm những sự cố trốn học, một sự không thích cho thầy giáo của ông, và một khao khát để trở thành một nông dân. Tất cả sự thảo luận về vấn đề này đã kết thúc với mệnh lệnh của cha ông rằng ông vẫn ở lại học: bạn nên tuân theo với mong muốn của tôi.Cha ông đã thuê một giáo viên mới tên Joseph Marsh và con trai của ông đã phản ứng tích cực.

## Sự nghiệp chính trị
Kể từ giữa thập niên 1760, Adams bắt đầu lên tiếng phản đối luật lệ của người Anh trên thuộc địa Mỹ, đầu tiên là Đạo luật tem 1765, mà bị áp đặt bởi quốc hội Anh không thảo luận trước với các đại biểu Hoa Kỳ.
1768 ông dọn về Boston. 1770 với sự giúp đỡ của Josiah Quincy, Jr. ông bào chữa cho các binh lính Anh, tham gia cuộc thảm sát ở Boston năm 1770 giết chết 5 người dân. Vụ án kết thúc với người sĩ quan đã ra lệnh cũng như nhiều binh lính được tha bổng, chỉ 2 người lính bị kết tội đả thương gây chết người. Việc này đã làm giảm sự ủng hộ dành cho Adams, nhưng lại chứng tỏ rằng ông là con người có nguyên tắc, chuẩn mực cao.
Trong cuộc họp của Đệ nhất và Đệ nhị Quốc hội Lục địa, mà bao gồm đại biểu từ 13 thuộc địa Bắc Mỹ cùng chống lại sự hạn chế tự do của công dân Hoa Kỳ, Adams đại diện cho Massachusetts từ 1774 tới 1778. Với kĩ năng viết và diễn thuyết của mình, ông càng ngày càng có nhiều ảnh hưởng trong việc thuyết phục các thuộc địa khác thấy được sự cần thiết phải chống lại thực dân Anh, và sau đó để giành độc lập. Ông cũng là thành viên của ủy ban soạn thảo bản Tuyên ngôn độc lập Mỹ. Trong cuộc Cách mạng Mỹ, ông điều hành Ủy ban kháng chiến, phát triển và trang bị quân đội Mỹ và thành lập lực lượng hải quân.
Một trong những sự kiện nổi bật trong nhiệm kỳ ông làm tổng thống là việc ông tạo ra một hệ thống tòa phúc thẩm liên bang mới và bổ nhiệm hàng loạt thẩm phán liên bang cho những tòa này trong những ngày cuối cùng trước khi nhiệm kỳ của ông kết thúc (sau khi bản thân Adams cũng như đảng Federalist do ông dẫn đầu đã thất bại trong lần tranh cử năm 1800). Hầu hết những vị trí thẩm phán này gần như ngay sau đó đã bị mất hiệu lực do quyết định của Quốc hội thứ bảy vừa mới nhậm chức.

## Tổng thống (1797–1801)

### Nhậm chức

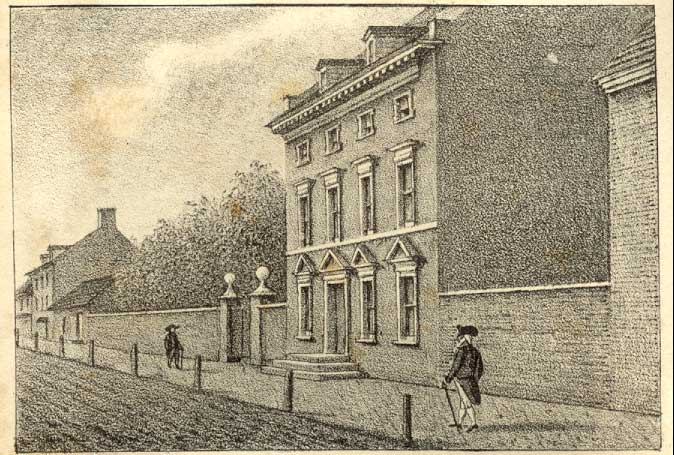
Nhà Tổng thống ở Philadelphia, Adams đã ở dinh thự Philadelphia này từ tháng 3 năm 1797 đến tháng 5 năm 1800.

Adams đã tuyên thệ nhậm chức với tư cách là tổng thống thứ hai của Hoa Kỳ vào ngày 4 tháng 3 năm 1797. Ông đã noi gương Washington trong việc sử dụng chức vụ tổng thống để làm gương cho các giá trị cộng hòa và đức hạnh công dân, và quá trình phục vụ của ông không có bê bối. Adams dành phần lớn nhiệm kỳ của mình tại nhà riêng ở Massachusetts Peacefield, thích sự yên tĩnh của cuộc sống gia đình hơn là công việc kinh doanh ở thủ đô. Ông phớt lờ sự bảo trợ chính trị và việc tranh giành chức vụ mà những người nắm giữ chức vụ khác thường lợi dụng.
Các nhà sử học tranh luận về tính sáng suốt trong quyết định giữ lại nội các của Washington, xét đến lòng trung thành của họ với Hamilton. "Những người Hamilton xung quanh ông ấy," Jefferson nhận xét, "chỉ ít thù địch với ông ấy hơn tôi một chút." Mặc dù nhận thức được ảnh hưởng của Hamilton, Adams tin rằng việc giữ lại họ sẽ đảm bảo một sự kế nhiệm suôn sẻ hơn. Adams duy trì các chương trình kinh tế của Hamilton, người thường xuyên tham vấn với các thành viên chủ chốt trong nội các, đặc biệt là Bộ trưởng Tài chính đầy quyền lực, Oliver Wolcott Jr. Về các mặt khác, Adams khá độc lập với nội các của mình, thường đưa ra quyết định bất chấp sự phản đối của nội các. Hamilton đã quen với việc thường xuyên được Washington tham vấn. Ngay sau khi Adams nhậm chức, Hamilton đã gửi cho ông một bức thư chi tiết với những đề xuất chính sách. Adams đã phớt lờ nó một cách khinh thường.

## Gia đình
Ông là một thành viên của Gia tộc Adams.